# Radio (album LL Cool J-a)
Radio – pierwszy solowy album amerykańskiego rapera o pseudonimie LL Cool J. Ukazał się 18 listopada 1985 nakładem wytwórni Def Jam Recordings. Jest to pierwsza płyta, która ukazała się w tej wytwórni. Muzykę na krążku stworzyli Rick Rubin i Jazzy Jay, a za skrecze odpowiada DJ Cut Creator. Jednym gościem na płycie jest współwłaściciel wytwórni Def Jam Russell Simmons, występujący pod pseudonimem Russell Rush. Za mastering albumu odpowiada Herb Powers Jr..

## Lista utworów
Opracowano na podstawie źródła.
| #  | Tytuł                           | Gościnnie    | Producent  | Czas |
| -- | ------------------------------- | ------------ | ---------- | ---- |
| 1  | "I Can't Live Without My Radio" |              | Rick Rubin | 5:28 |
| 2  | "You Can't Dance"               |              | Rick Rubin | 3:37 |
| 3  | "Dear Yvette"                   |              | Rick Rubin | 4:07 |
| 4  | "I Can Give You More"           |              | Rick Rubin | 5:08 |
| 5  | "Dangerous"                     |              | Rick Rubin | 4:40 |
| 6  | "El Shabazz"                    |              | Rick Rubin | 1:18 |
| 7  | "Rock the Bells"                |              | Rick Rubin | 4:01 |
| 8  | "I Need a Beat (Remix)"         |              | Jazzy Jay  | 4:32 |
| 9  | "That's a Lie"                  | Russell Rush | Rick Rubin | 4:42 |
| 10 | "You'll Rock"                   |              | Rick Rubin | 4:44 |
| 11 | "I Want You"                    |              | Rick Rubin | 4:51 |

## Użyte sample
- "You Can't Dance"
  - Incredible Bongo Band – "Apache"

- "Rock the Bells"
  - Trouble Funk – "Pump Me Up"
  - Bob James – "Take Me to the Mardi Gras"
  - AC/DC – "Flick of the Switch"

- "That's a Lie"
  - Yes – "Owner of a Lonely Heart"

- "You'll Rock"
  - Eastside Connection – "Frisco Disco"